# Université du pays de Galles

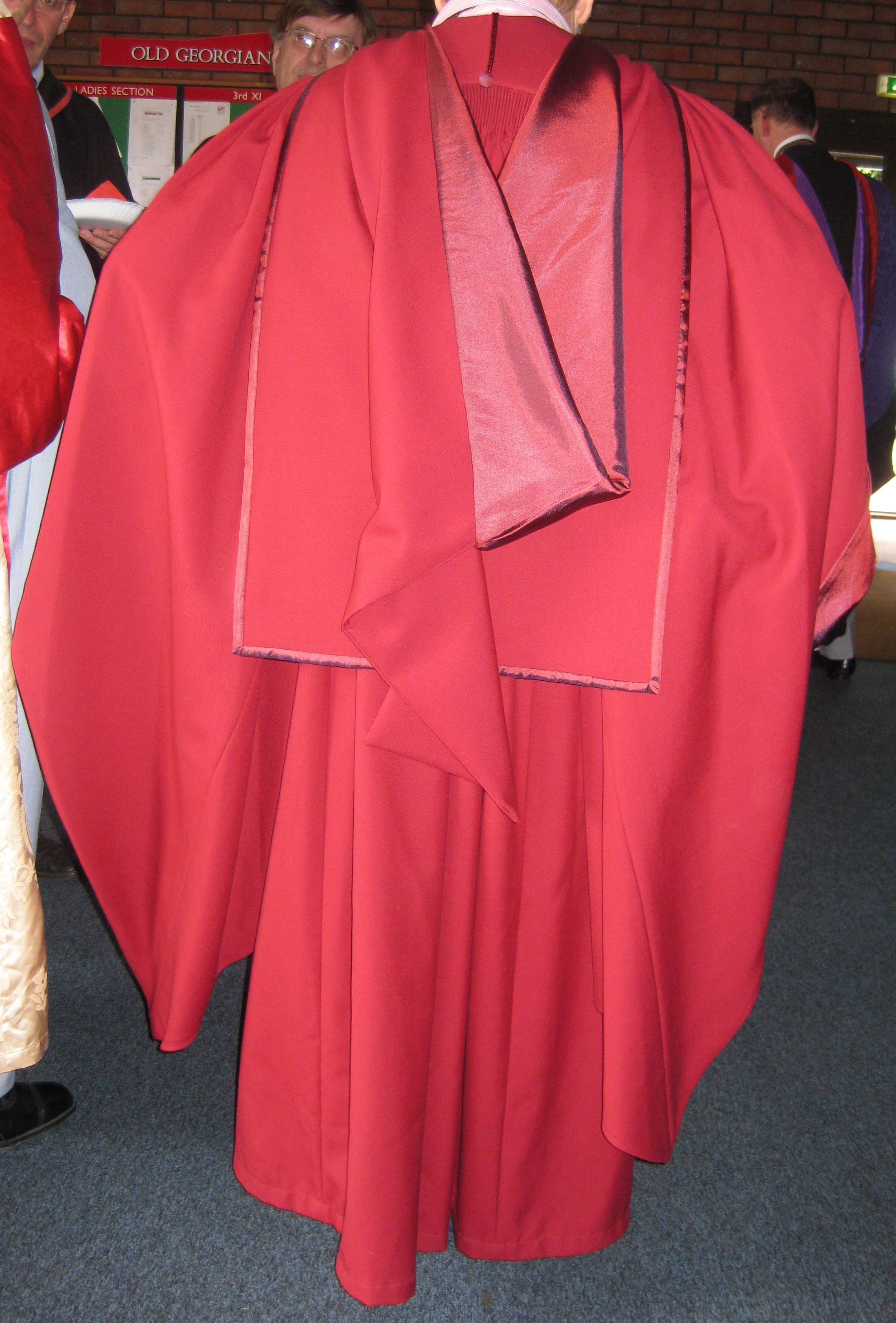
Toge de l'University of Wales.

L’université du pays de Galles (anglais : University of Wales; gallois : Prifysgol Cymru) est une université fédérale fondée en 1893. Elle se compose d'un certain nombre d'institutions membres réparties dans tout le pays de Galles, dont des « universités de brique rouge » (Red Brick universities, universités britanniques fondées au XIXe siècle), comme Aberystwyth, et d'autres fondées vers la fin du XXe siècle, comme le University of Wales Institute, Cardiff  (UWIC) et Newport.